# Karl Fischer
Karl Kristian Emil Fischer (født 12. april 1861 i Kristiania, død 30. marts 1939 sammesteds) var en norsk biblioteksmand.
Fischer tog filologisk embedseksamen 1887, virkede nogle år som lærer og var tillige fra 1885 ansat ved Universitetsbiblioteket, fra 1896 som amanuensis, indtil han 1910 blev chefbibliotekar ved Stortingets bibliotek. Han har nedlagt et betydeligt arbejde i organisationen af Norges folkebiblioteksvæsen og blev 1906 Kirkedepartementets bogsamlingskonsulent. Fischer redigerede 1894—97 udenlandsartiklen i Norske Intelligenssedler, 1897—1901 og 1908 Kristiania Journalistklubs kalender For alle, 1898—99 tidsskriftet Ringeren (sammen med Sten Konow) og 1900 det i anledning af Parisudstillingen udgivne officielle værk om Norge. Efter J.B. Halvorsens død overtog han (1900) den norske redaktion af 1. udgave af Salmonsens Leksikon. Han var endvidere (sammen med Nordahl Rolfsen) redaktør af tidsskriftet For Folke- og Barneboksamlinger (1907—15), der fra 1916 fortsættes med udvidet program under titlen For Folkeoplysning med Fischer som eneredaktør. var formand i bibliotekskomiteen af 1919, der fremsatte forslag til en række betydningsfulde reformer i det norske biblioteksvæsen. Komiteens forslag har af finansielle grunde hidtil blot delvis kunnet gennemføres. Fischer fratrådte i 1921 som bibliotekar i Stortinget, idet hans stilling som bibliotekskonsulent i Kirkedepartementet samtidig blev omdannet til et embede, der krævede sin mand helt ud. Fra samme år var han tillige konsulent for Folkeakademierne.